# Okręg wyborczy nr 49 do Sejmu Polskiej Rzeczypospolitej Ludowej (1989–1991)
Okręg wyborczy nr 49 do Sejmu Polskiej Rzeczypospolitej Ludowej (1989–1991) obejmował Kraków-Nową Hutę oraz gminy Biskupice, Dobczyce, Drwinia, Gdów, Igołomia-Wawrzeńczyce, Kłaj, Kocmyrzów-Luborzyca, Koniusza, Niepołomice, Nowe Brzesko, Proszowice, Raciechowice, Radziemice, Siepraw, Świątniki Górne, Wieliczka i Wiśniowa (województwo krakowskie). W ówczesnym kształcie został utworzony w 1989. Wybieranych było w nim 5 posłów w systemie większościowym.
Siedzibą okręgowej komisji wyborczej był Kraków-Nowa Huta.

## Wybory parlamentarne 1989

### Mandat nr 191 –Polska Zjednoczona Partia Robotnicza
| Kandydat | I tura | I tura | II tura | II tura |
| Kandydat | Głosów | %      | Głosów  | %       |
| --- | ------ | ------ | ------- | ------- |
| Bolesław Szkutnik                                                                                              | 18 702 | 12,04  | 22 215  | 42,63   |
| Irena Woźniak                                                                                                  | 14 570 | 9,38   | 21 334  | 40,94   |
| Ryszard Ściborowski                                                                                            | 11 169 | 7,19   | –       | –       |
| Józef Blitek                                                                                                   | 10 439 | 6,72   | –       | –       |
| Stanisław Wilkoń                                                                                               | 8902   | 5,73   | –       | –       |
| Liczba głosów ważnych: 155 343 (I tura) • 52 106 (II tura) Źródło: Państwowa Komisja Wyborcza I tura i II tura |        |        |         |         |

### Mandat nr 192 –Zjednoczone Stronnictwo Ludowe
| Kandydat | I tura | I tura | II tura | II tura |
| Kandydat | Głosów | %      | Głosów  | %       |
| --- | ------ | ------ | ------- | ------- |
| Stanisław Mazur                                                                                                | 21 831 | 13,21  | 21 668  | 41,67   |
| Krzysztof Wilk                                                                                                 | 21 484 | 13,00  | 21 082  | 40,54   |
| Kazimierz Krawczyński                                                                                          | 16 118 | 9,75   | –       | –       |
| Liczba głosów ważnych: 165 328 (I tura) • 52 001 (II tura) Źródło: Państwowa Komisja Wyborcza I tura i II tura |        |        |         |         |

### Mandat nr 193 –Stowarzyszenie „Pax”
| Kandydat | I tura | I tura | II tura | II tura |
| Kandydat | Głosów | %      | Głosów  | %       |
| --- | ------ | ------ | ------- | ------- |
| Mieczysław Stachura                                                                                            | 30 850 | 18,18  | 18 225  | 35,07   |
| Eugeniusz Brzeziński                                                                                           | 29 238 | 17,23  | 22 889  | 44,05   |
| Liczba głosów ważnych: 169 716 (I tura) • 51 966 (II tura) Źródło: Państwowa Komisja Wyborcza I tura i II tura |        |        |         |         |

### Mandat nr 194 – bezpartyjny
| Kandydat                                                          | Głosów  | %     |
| ----------------------------------------------------------------- | ------- | ----- |
| Mieczysław Gil                                                    | 156 158 | 89,30 |
| Władysław Grabowski                                               | 13 861  | 7,93  |
| Liczba głosów ważnych: 174 867 Źródło: Państwowa Komisja Wyborcza |         |       |

### Mandat nr 195 – bezpartyjny
| Kandydat                                                          | Głosów  | %     |
| ----------------------------------------------------------------- | ------- | ----- |
| Edward Nowak                                                      | 140 890 | 82,68 |
| Józef Januś                                                       | 10 962  | 6,43  |
| Józef Piotrowicz                                                  | 6047    | 3,55  |
| Liczba głosów ważnych: 170 410 Źródło: Państwowa Komisja Wyborcza |         |       |